# Antoni Garcia i Acero
Antoni Garcia i Acero (l'Hospitalet de Llobregat, 27 de maig de 1973) és un administratiu i polític català, regidor a l'Ajuntament de l'Hospitalet de Llobregat des de l'any 2015 i diputat de la Diputació de Barcelona.

## Biografia
S'inicia a la política als 16 anys amb la Crida a la Solidaritat. Va participar en el procés d'unificació de la confederació ecologista Els Verds de 1993, organització on va ser el portaveu nacional i coordinador a l'Hospitalet. Arran de la dissolució del partit, Garcia i Maria Olivares van fundar Els Verds - Esquerra Ecologista, partit on Garcia també va ser el portaveu nacional i coordinador a l'Hospitalet. A més, va ser escollit candidat a l'alcaldia de l'Hospitalet per a les eleccions municipals de 2003.
Arran de les municipals, EV-EE es va integrar a Iniciativa per Catalunya Verds, el que va permetre a Garcia presentar-se com el número 17 de la candidatura d'ICV-EUiA a les eleccions al Parlament de Catalunya de 2003. Després del congrés de juliol de 2004, Garcia va entrar a formar part del Consell Nacional d'ICV. EV-EE es va desvincular d'ICV el 2007, cosa que va suposar la dissolució del partit.
Després de la dissolució d'EV-EE, Garcia va ingressar a Esquerra Republicana de Catalunya el setembre de 2007. Va continuar sent membre d'Els Verds, que va passar de ser un partit a una associació, integrant-se a la sectorial de Medi Ambient i Energia de la secció local d'ERC.
Garcia i Olivares van presentar amb Eduard Suàrez i Oriol Junqueras la coalició entre ecologistes i republicans per a les eleccions municipals de 2011 a l'Hospitalet. El març de 2012 va ser escollit president de la secció local d'ERC a l'Hospitalet. Va ser elegit regidor de l'Ajuntament de l'Hospitalet després de presentar-se com a cap de llista d'ERC a les eleccions municipals de 2015. El 2015 també va ser escollit diputat a la Diputació de Barcelona, ocupant la responsabilitat de l'àrea d'Igualtat i Ciutadania, a més de ser membre de la Junta de Govern i vocal de la Comissió Informativa i de Seguiment d'Atenció a les Persones. En l'actualitat és cap de l'oposició de l'Ajuntament de l'Hospitalet després que Esquerra Republicana a les eleccions municipal del 2019 va obtenir cinc regidors.

## Vida personal
Viu al barri del Centre. És soci d'Òmnium Cultural de l'Hospitalet, membre de la Intersindical-CSC, Fundació Pasqual Maragall, CE l'Hospitalet, CB Hospitalet i de la Fundació Josep Carreras.